# Nomascus
- Commons
- Wikispecies

Nomascus é um género de gibão (família Hylobatidae). Originalmente, este género era um subgénero de Hylobates e todos os indivíduos eram considerados somente uma espécie: Hylobates concolor. São encontrados gibões nomascus em Yunnan e na ilha de Hainan, na China e em Laos e Vietname.

## Classificação
- Família Hylobatidae: gibões
  - Género Hylobates[2]
  - Género Hoolock
  - Género Symphalangus[3]
  - Género Nomascus[1]
    - Nomascus annamensis[4]
    - Nomascus concolor[5]
      - Nomascus concolor concolor[6]
      - Nomascus concolor furvogaster[7]
      - Nomascus concolor jingdongensis[8]
      - Nomascus concolor lu[9]

    - Nomascus gabriellae[10]
    - Nomascus hainanus[11]
    - Nomascus leucogenys[12]
    - Nomascus siki[13]
    - Nomascus nasutus[14]

### Observações
Devido a constantes mudanças na taxonomia, existe espécies consideradas subespécies e géneros considerados espécies no Mammal Species of the World. Para além disso, o Nomascus annamensis que foi recentemente descoberto ainda não está listado na lista vermelha da IUCN.